# Музей изящных искусств (Труа)
Музей изящных искусств и археологии Труа (фр. Musée des beaux-arts et d'archéologie de Troyes), или Музей Сен-Луп (фр. Musée Saint-Loup) — художественный музей в городе Труа региона Гранд-Эст (Франция). Это, наряду с Музеем современного искусства, один из наиболее значительных музеев города.

## История

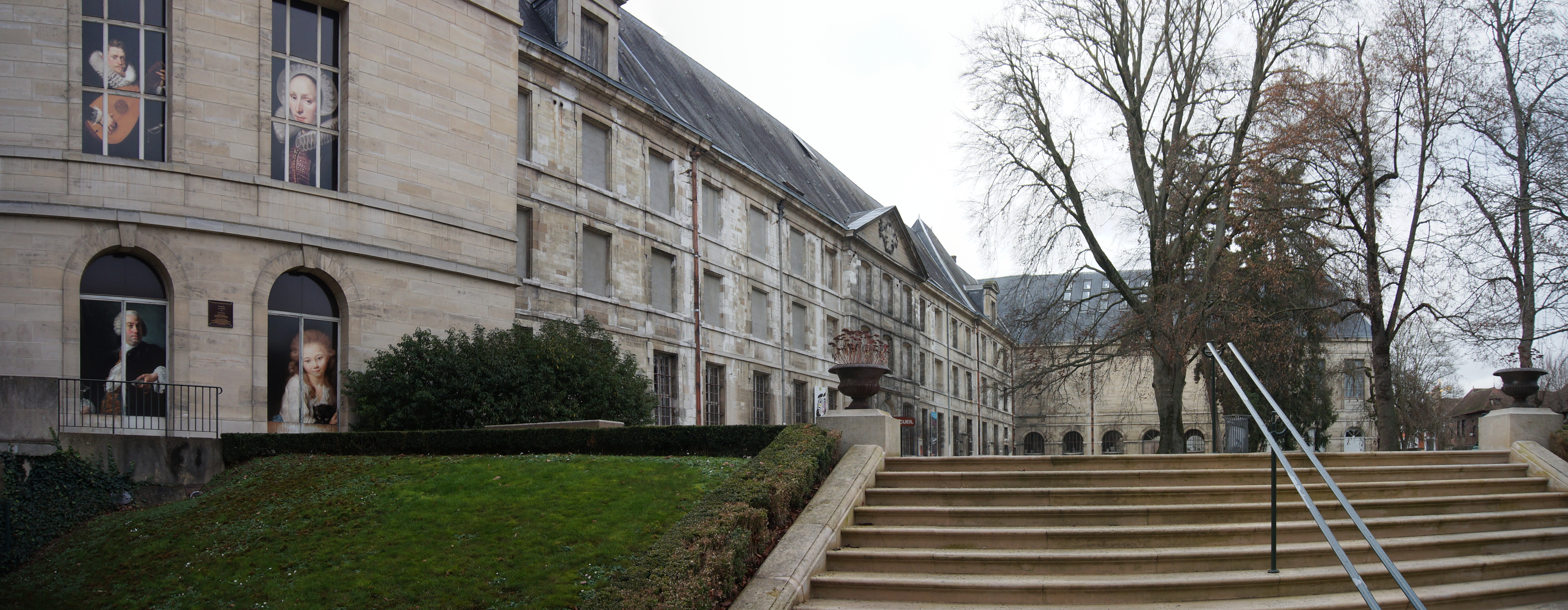
Здание музея

В 1792 году Собрание департамента попросило Национальный конвент разрешить использовать для музея бывшее аббатство Нотр-Дам-о-Ноннен. Комиссары были отправлены в департамент для сбора экспонатов для будущего музея. В аббатстве Сен-Луп были собраны статуи из закрытых церквей и монастырей. Однако музей не был сформирован.
В 1829 году Академическое общество департамента Об возобновило проект. Городские власти предоставили для этого здание бывшего аббатства Сен-Луп и в 1831 году была открыта первая комната музея. В ней было представлено семь столов, десять статуй и минералогическая коллекция.
В 1833 году Доминик Морло отдал в дар музею сорок шесть картин и других экспонатов. В коллекцию были включены предметы, экспроприированные во время революции и находившиеся в здании Собрания департамента. К 1850 году в музее было 130 картин.
В 1860 году для музея был построен павильон Симар, в 1891 году — павильон Бюисонне для расширения библиотеки, а в 1892 году — павильон Одифре.

## Коллекция
Собрание музея охватывает развитие различных прикладных искусств вплоть до XIX века и включают в себя произведения искусства, археологические предметы, мебель, графику, скульптуры и картины.

### Естественно-историческая коллекция
В природную коллекцию входят чучела и скелеты животных, предметы, связанные с открытиями и просветительскими мероприятиями.

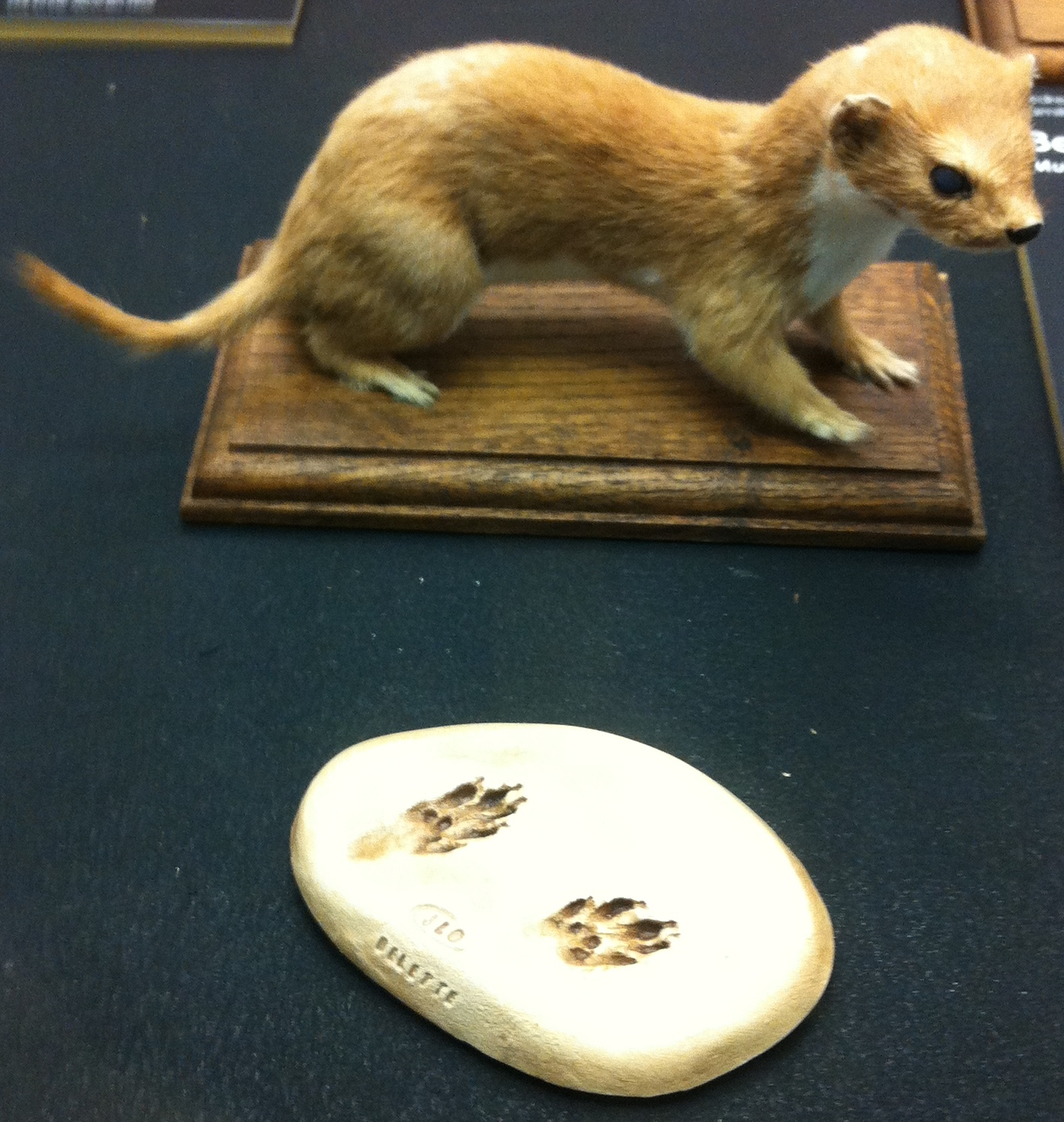
Хорёк: чучело
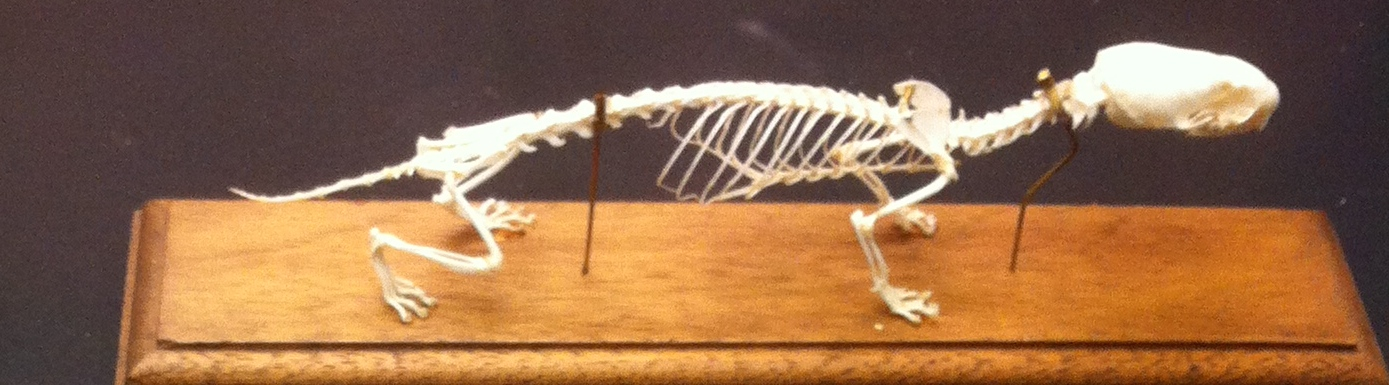
и скелет.
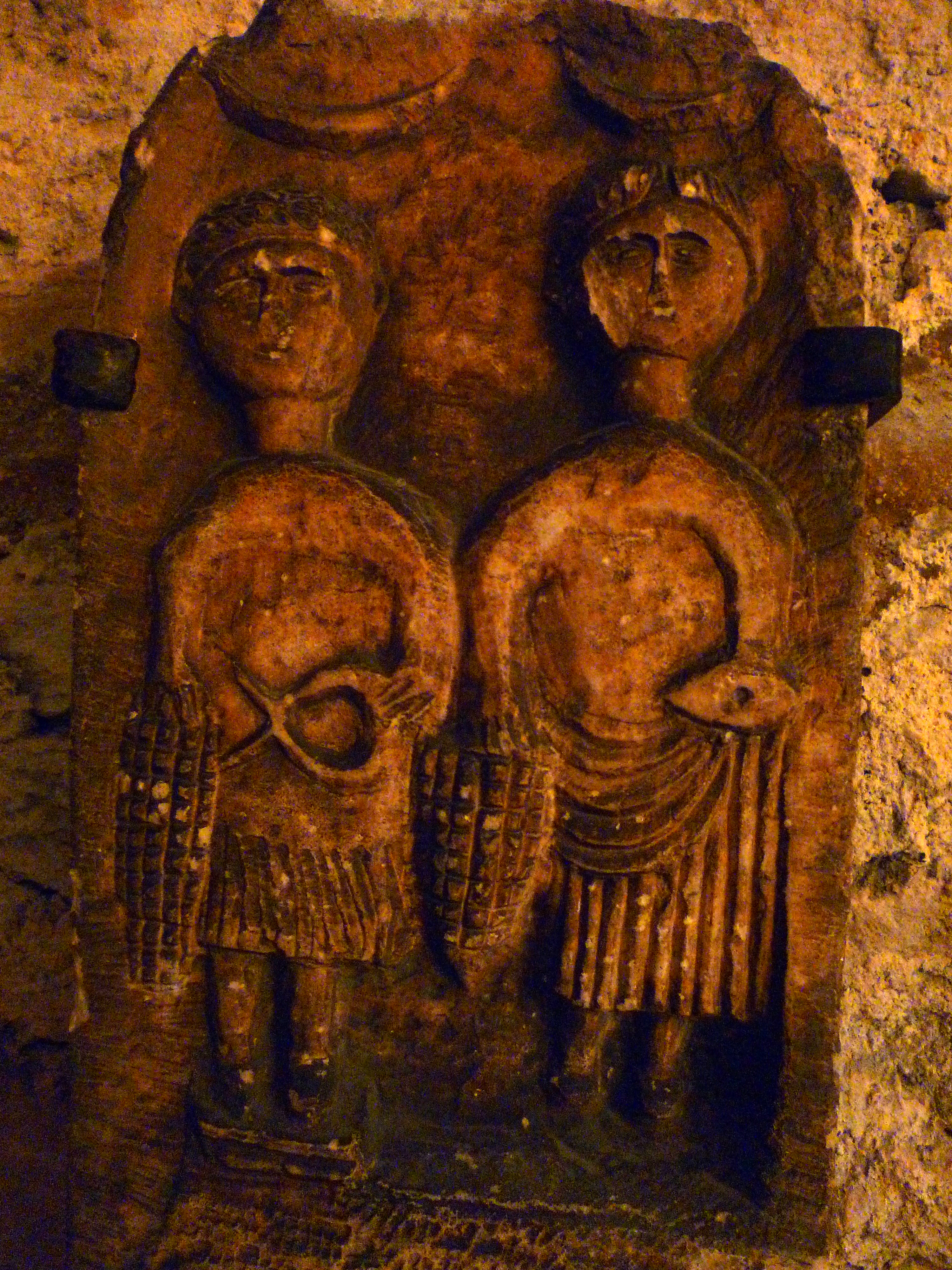
Романская стела

### Живопись
В музее представлены французские, итальянские, фламандские и голландские картины от средних веков до XIX века. Среди фламандских и голландских работ есть картины Бартоломеуса Спрангера, Йоса ван Клеве, Мельхиора де Хондекутера, Яна Ван Бийлерта, картина, приписываемые Рубенсу («Мужчина с лютней») и полотна из мастерской Ван Дейка. Французская живопись XVII века представлена такими художниками, как Любен Божен («Детство Юпитера», одна из редких мифологических тем, написанных этим художником), Пьер Миньяр и его брат Никола Миньяр, Шарль Лебрен («Воздвижение Креста»), Филипп де Шампань. Итальянская живопись представлена работами из студии Джотто, Джорджо Вазари («Тайная вечеря»), Франческо Альбани, Джузеппе Рекко, Джованни Баттиста Креспи и Бернардо Беллотто.
Коллекция французских картин XVIII века включает в себя картины Антуана Ватто, Жана Жувене, Александра-Франсуа Депорта, Гиацинта Риго, Франсуа Буше, большую коллекцию из 20 картин Шарля-Жозефа Натуара из украшений замков в регионе Труа, Жана-Оноре Фрагонара, Мориса Кантен де Латура, Жозефа-Мари Вьена, Жана-Батиста Грёза, Юбер Роберт, Клода Жозефа Верне, Элизабет Виже-Лебрен и Жака-Луи Давида. XIX век представлен работами Антуана-Жан Гро, Иоганна Генриха Фюссли и Теодора Жерико.

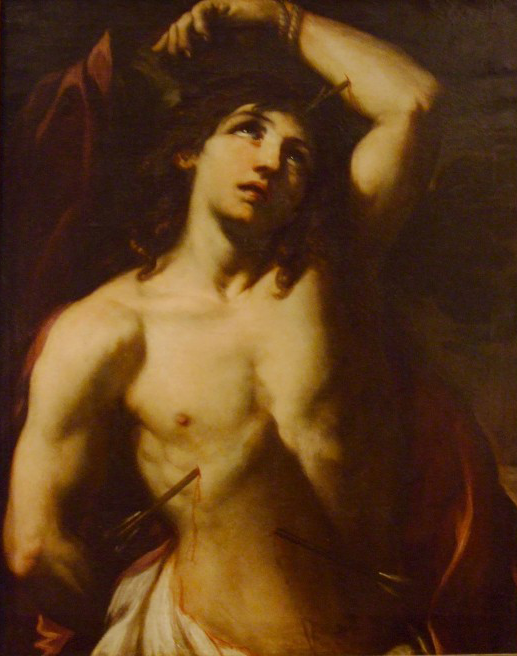
«Св. Себастьян» Джиасинто Бранди, ок. 1650.
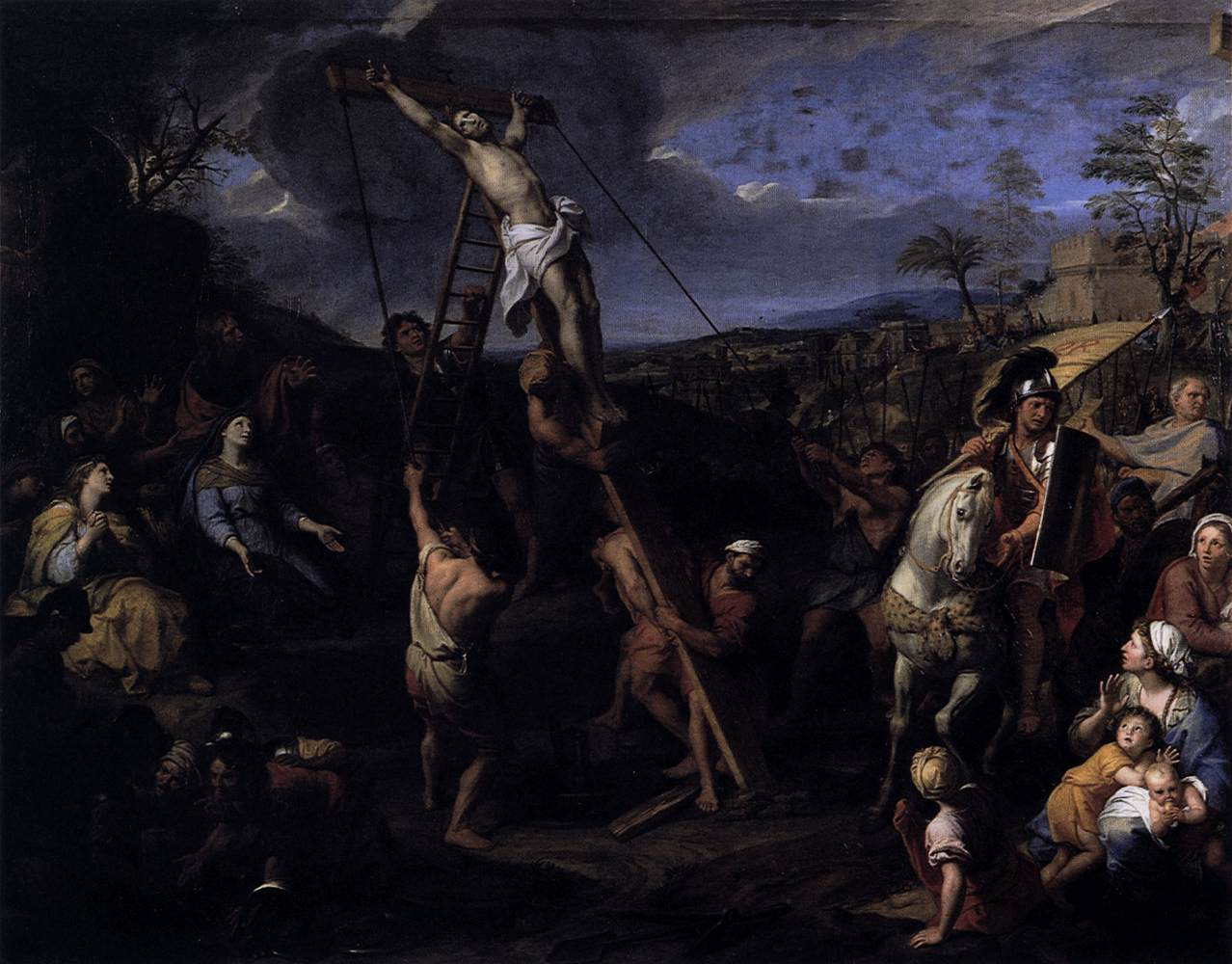
«Воздвижение Креста», Шарль Лебрен, 1685.
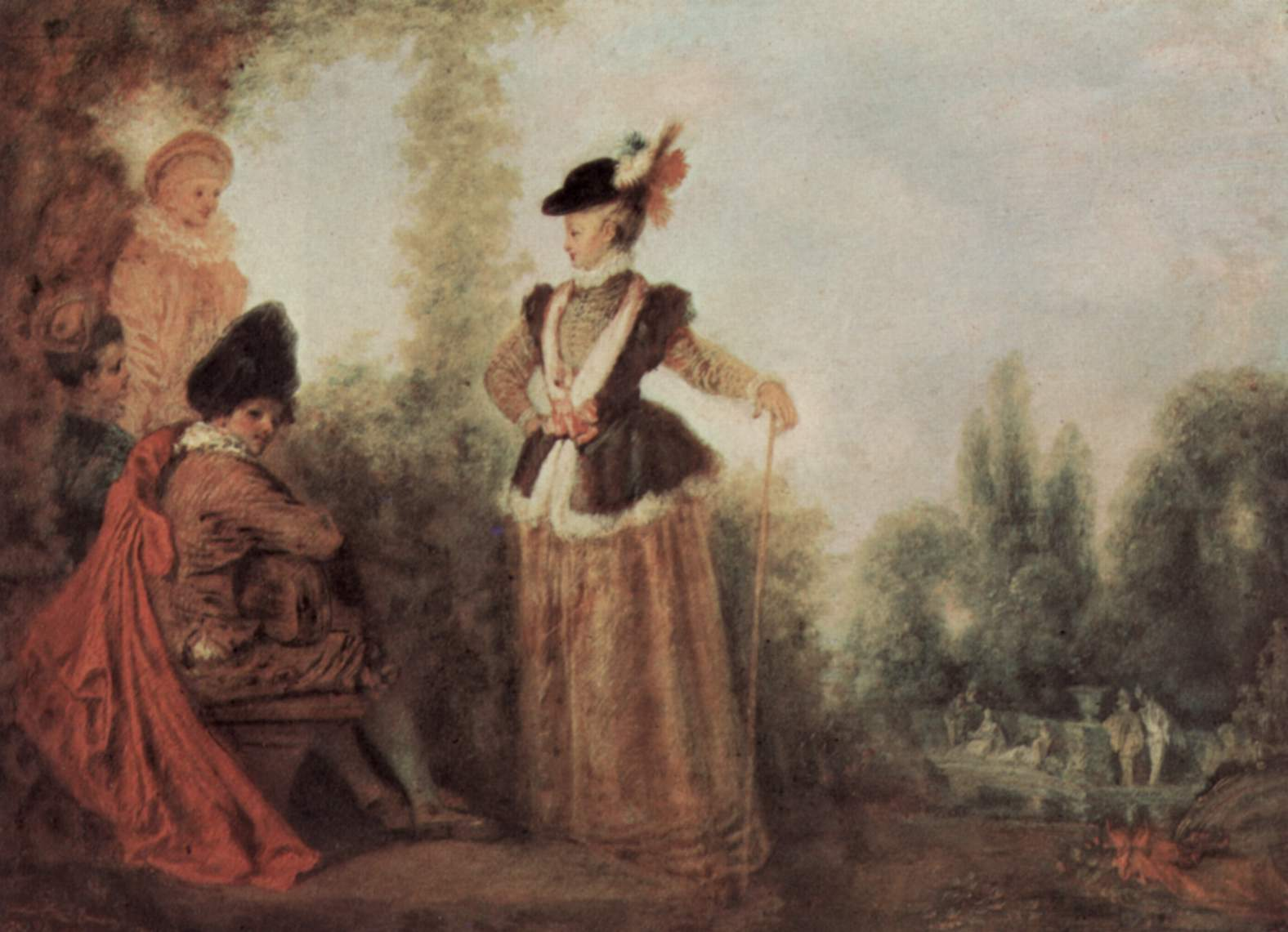
«Авантюристка», Антуан Ватто, 1712.
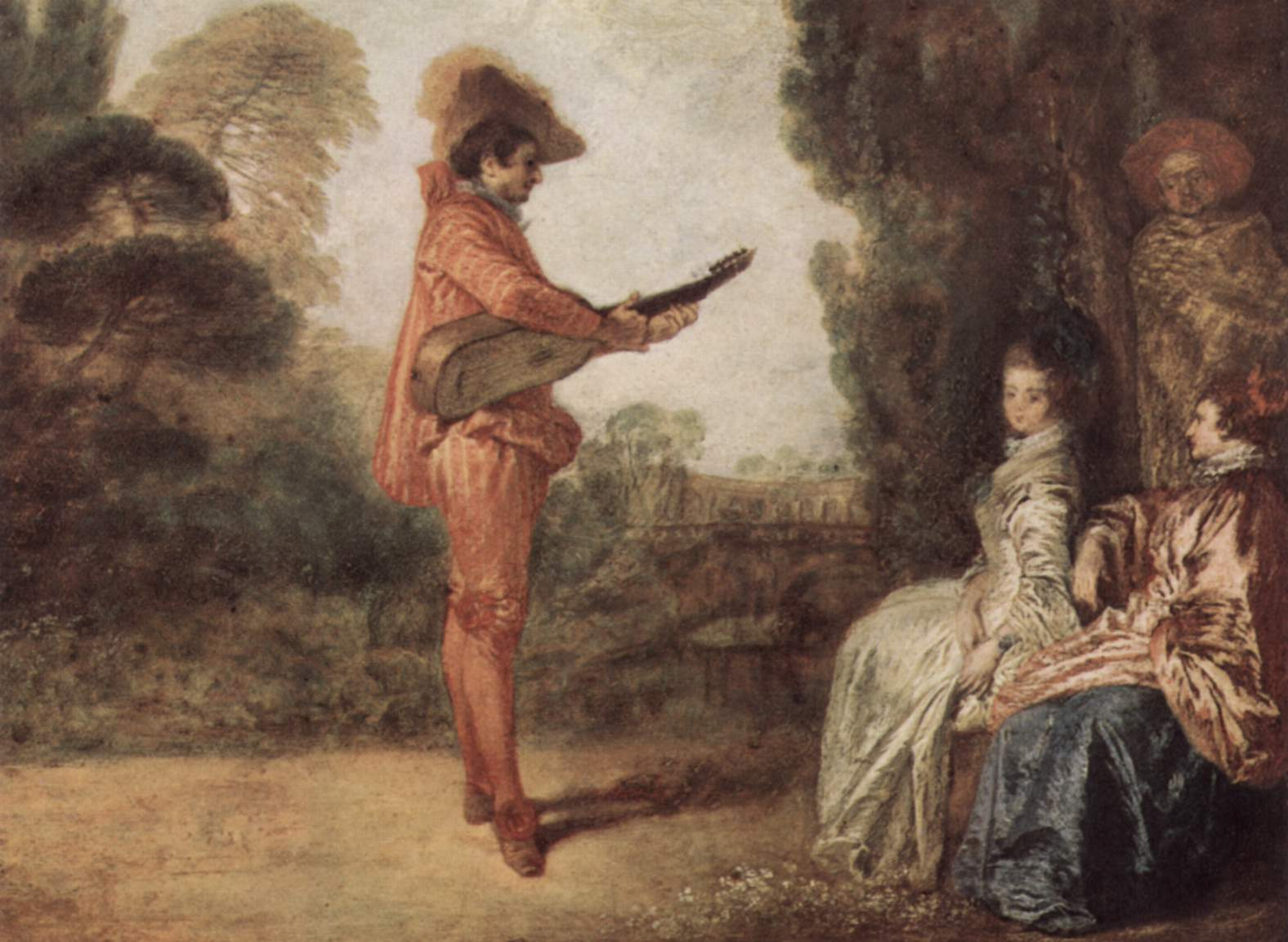
«Чаровник», Антуан Ватто, 1712.

### Археологическая коллекция
Археологические коллекции музея расположены в подвалах бывшего аббатства. Они представлены в тематическом и хронологическом порядке и охватывают период от доисторического периода до периода Меровингов. Среди экспонатов — коллекция полировщиков, статуя Аполлон Вопуассонский, галло-римская бронза, обнаруженная во Франции. Также представлены археологические объекты из Египта, Греции и Этрурии.

### Скульптура
В скульптурную коллекцию музея входит бюст Людовика XIV одного из величайших скульпторов XVII века Франсуа Жирардона. XIX век представлен драгоценным бюстом из полихромного камня, представляющий еврейскую женщину из Алжира Шарля Кордье. Местные скульпторы представлены работами Жюля Эдуара Вальта (Орест, преследуемый фуриями после убийства своей матери; Адам и Ева и др.).

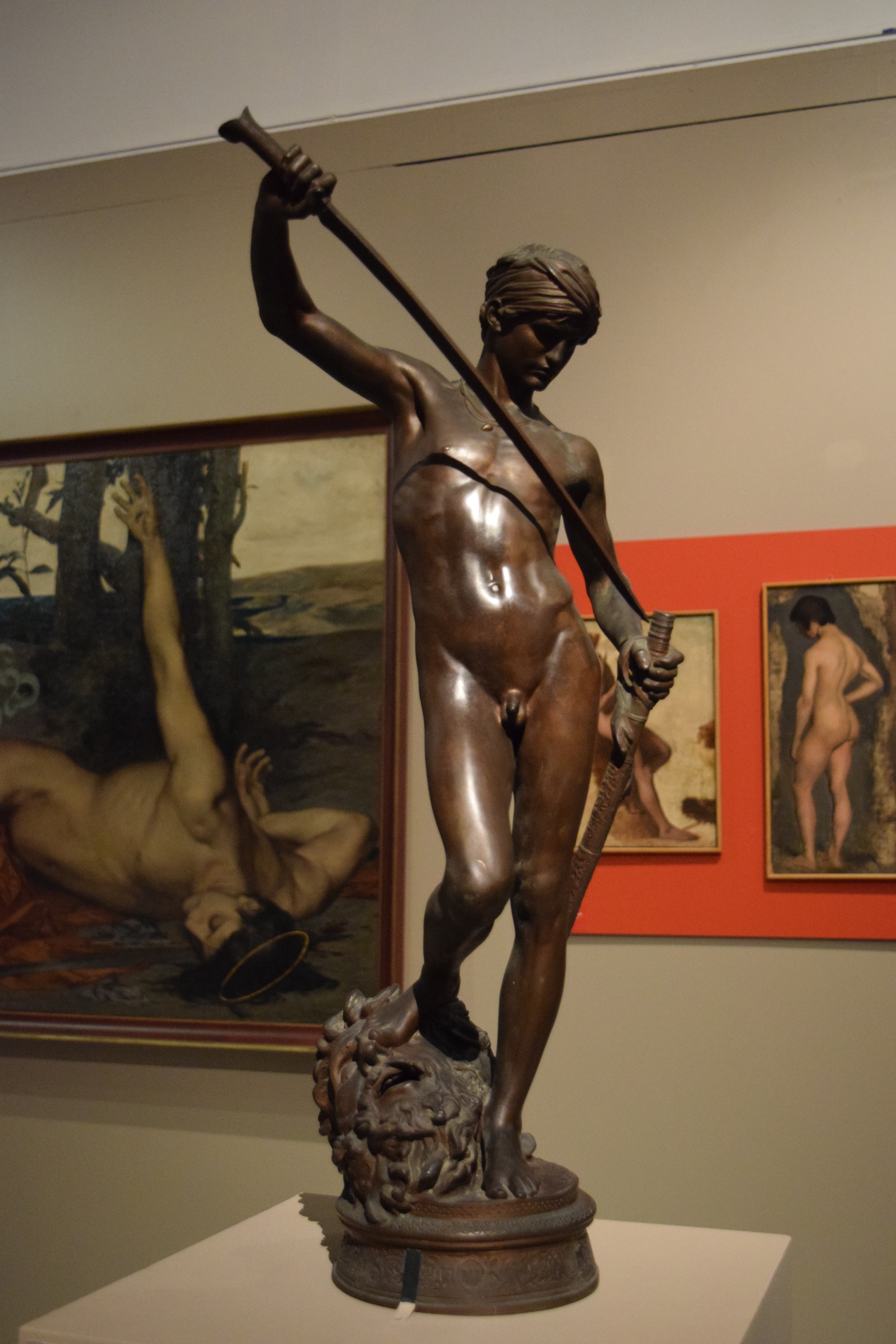
«Давид и Голиаф» Антонина Мерсье
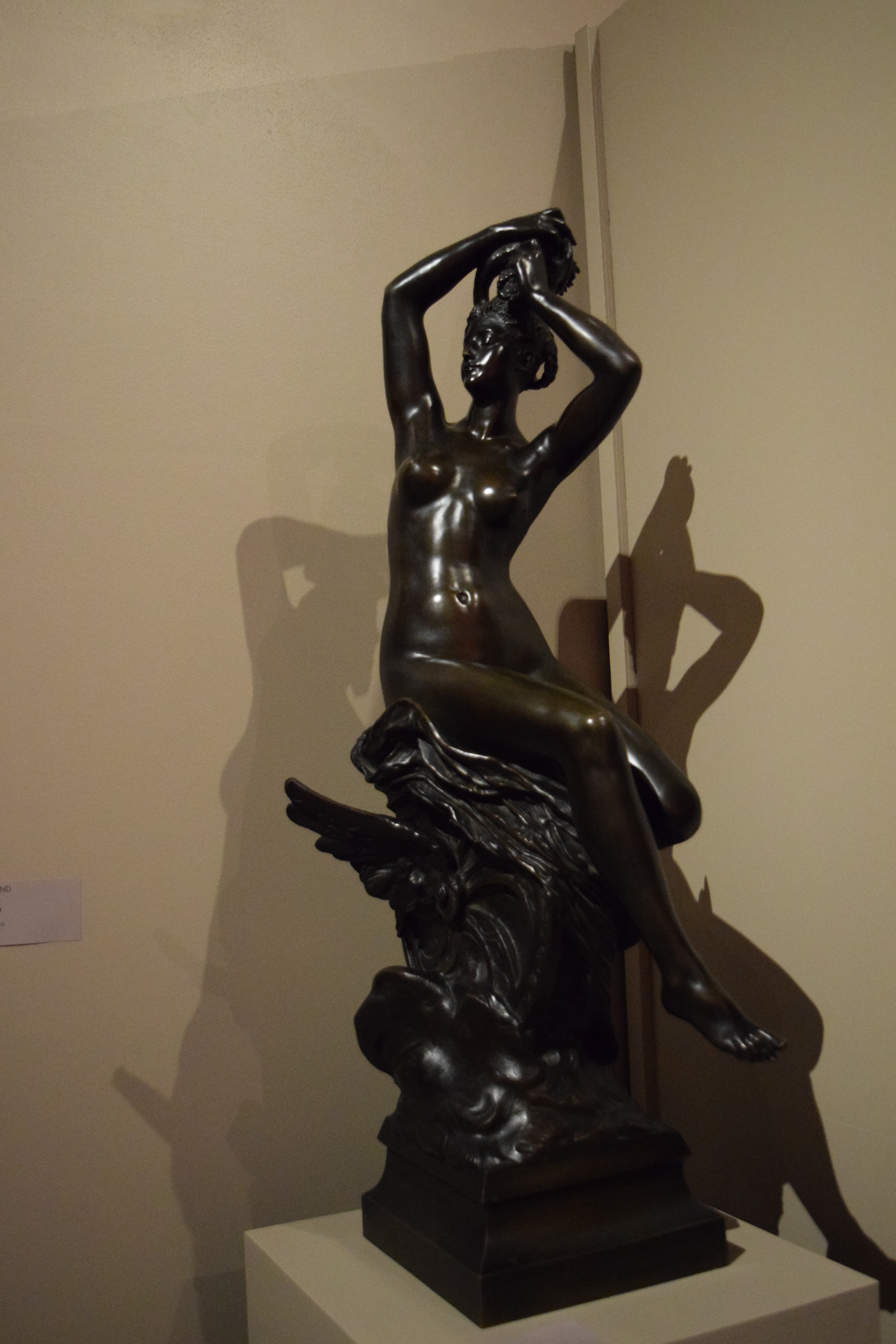
«Фортуна» Жюля Франчески,
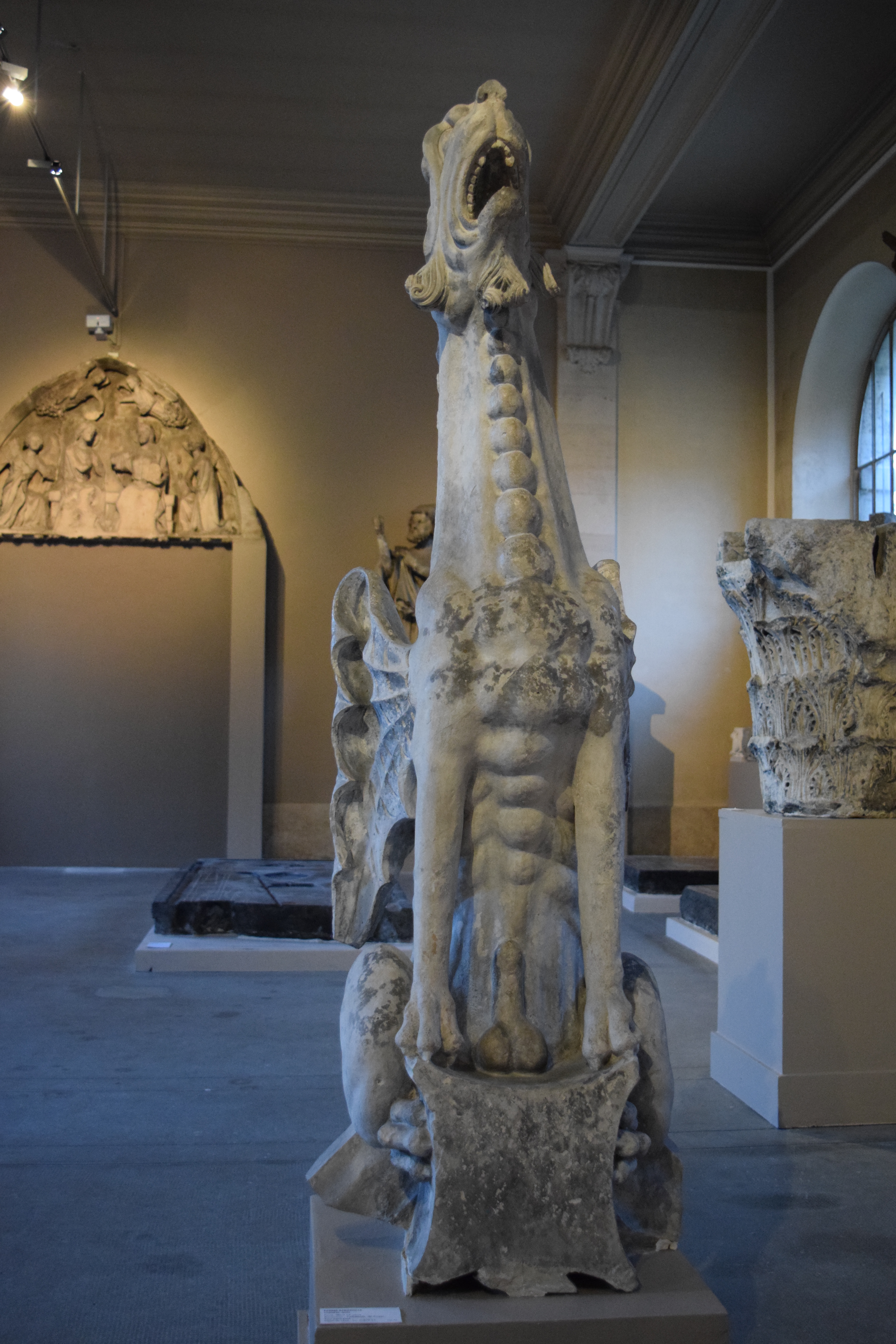
Гаргульи
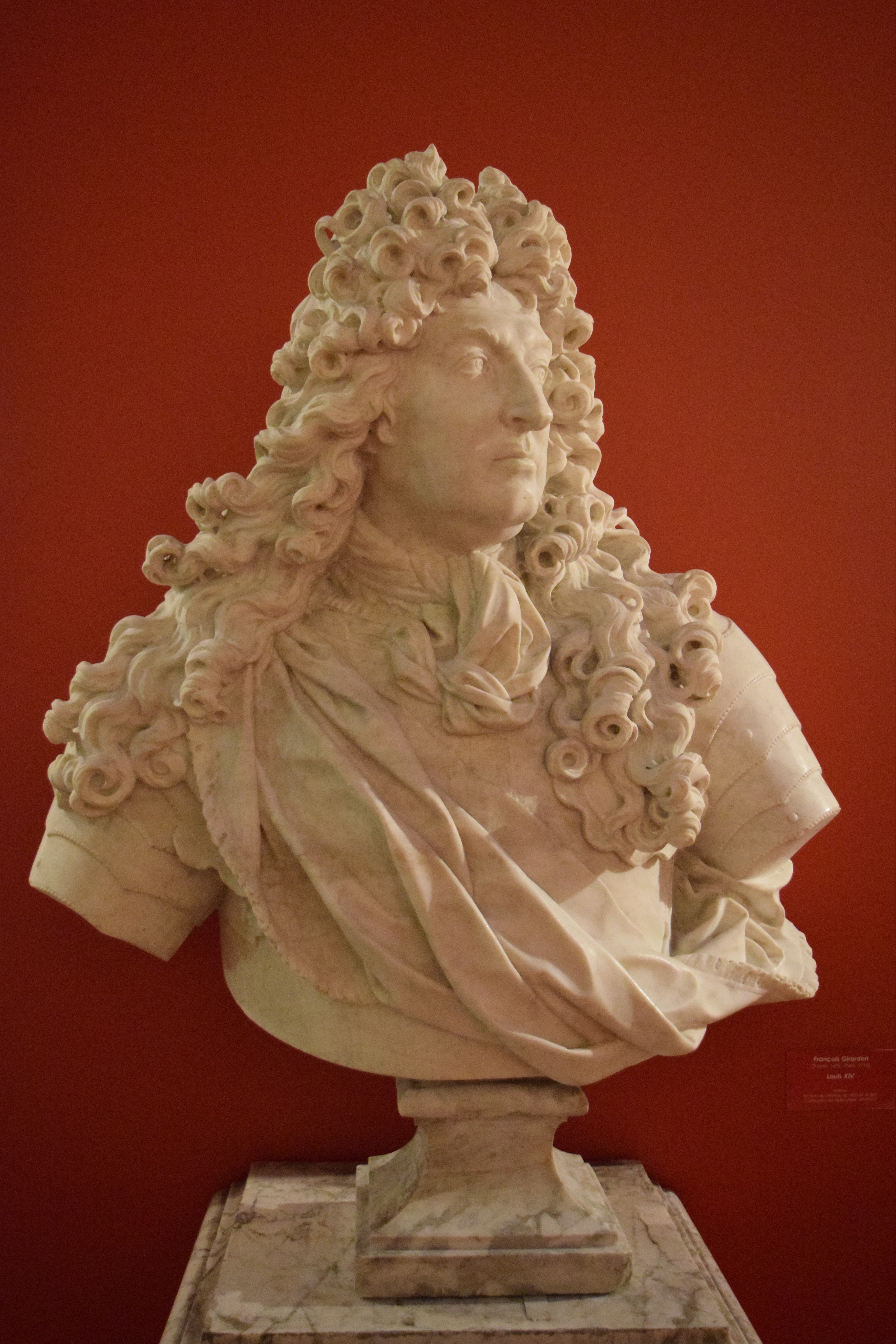
«Людовик XIV» Франсуа Жирардона.